# Skydebjerg
Skydebjerg ligger på det vestlige Fyn og er en lille landsby i Skydebjerg Sogn. Landsbyen befinder sig i Assens Kommune og hører til Region Syddanmark. 
Dens kendetegn er gadekæret med øen i midten, den gamle skole og kirken. Skydebjerg ligger godt 2 kilometer syd for Aarup.

## Om Skydebjerg
Der ligger en del gamle bindingsværkshuse spredt rundt omkring i landsbyen. Nogle af de ældste er knap 400 år gamle. Lige ved Skydebjerg Kirke løber grusvejen Kærlighedsstien forbi. Her finder man præstegården, gårde, nyere villaer og skov.
På kirketårnets vestlige side ses en stensætning langs muren, hvidkalket som det øvrige tårn. Det siges at skulle forestille Holger Danske.
Lidt uden for Skydebjerg mod sydøst ligger en høj inde på marken. Aalundshøj, i nyere tid kaldet Oles Høj. Højen har muligvis fungeret som bavnehøj e.lign. I selve Skydebjerg by ligger der ud til Kærlighedsstien et gammelt voldsted, hvor der muligvis tidligere har været en form for fæstning e.lign. 
Skydebjerg er nævnt første gang i 1393 med formen Schydebyergh. Men der har været folk på stedet, længe før Skydebjerg er nævnt i historiebøgerne. I 1951 ved et vejarbejde blev der tæt på byens grusgrav fundet et bronzedepot bestående af 2 store, snoede halsringe, smykker og dele af et skjold, dateret 900-701 f.Kr. I 1886 blev der ved pløjning af en af præstegårdens marker fundet en guldring, dateret 375–749 e.Kr.
Før kommunalreformen i 1970 var landsbyen en del af Skydebjerg-Orte Kommune, der fra 1966 indgik i den nye Aarup Kommune. Efter kommunalreformen i 2007 er Skydebjerg nu en del af Assens Kommune.
|  | Denne artikel om lokaliteten Skydebjerg kan blive bedre, hvis der indsættes et (bedre) billede. Du kan hjælpe ved at afsøge Wikimedia Commons for et passende billede eller lægge et op på Wikimedia Commons med en af de tilladte licenser og indsætte det i artiklen. |

55°21′42″N 10°2′49″Ø / 55.36167°N 10.04694°Ø